# Okręg Durrës
Okręg Durrës (alb. rrethi i Durrësit) – jeden z trzydziestu sześciu okręgów administracyjnych w Albanii; leży w zachodniej części kraju, w obwodzie Durrës. Liczy ok. 246 tys. osób (2008) i zajmuje powierzchnię 433 km². Jego stolicą jest Durrës. W skład okręgu wchodzi dziesięć gmin: cztery miejskie (alb. Bashkia) Durrës, Shijak, Manëz, Sukth oraz sześć wiejskich Gjepalaj, Ishëm, Katund i Ri, Maminas, Rrashbull, Xhafzotaj.
Inne miasta: Shijak.